# Nikolaj Semjonov
Nikolaj Nikolajevitj Semjonov ForMemRS (russisk: Николай Николаевич Семёнов, tr. Nikoláj Nikoláevitj Semjonov; født 15. april 1896 i Saratov i Det Russiske Kejserrige, død 25. september 1986 i Moskva, Sovjetunionen) var en russiske/sovjetisk fysiker og kemiker. Semjonov modtog nobelprisen i kemi i 1956 for sit arbejde med mekanismen for kemiske transformationer sammen med britten Cyril Norman Hinshelwood.